# ملی‌گرایی قومی
ملی‌گرایی قومی (انگلیسی: ethnic nationalism) یا ناسیونالیسم قومی، همچنین مشهور به قوم‌گرایی، نوعی ملی‌گرایی است که در آن ملت و ملیت از نظر قومیت تعریف می‌شوند.